# Dzień Kosmonautyki
Dzień Kosmonautyki (ros. День космонавтики) – święto obchodzone corocznie 12 kwietnia w Federacji Rosyjskiej na pamiątkę pierwszego lotu człowieka w kosmos.
12 kwietnia 1961 roku radziecki kosmonauta Jurij Gagarin wystartował statkiem kosmicznym Wostok z kosmodromu Bajkonur na orbitę okołoziemską. Lot ten trwał 108 minut. 
Pierwsze obchody Dnia upamiętniające ten wyczyn odbyły się w Związku Socjalistycznych Republik Radzieckich 12 kwietnia 1962 roku.

## Święta pokrewne
- Ukraina – 12 kwietnia oprócz Dnia Kosmonautyki obchodzony jest również Dzień Pracowników Przemysłu Kosmicznego.

- Stany Zjednoczone
  - Od 2001 roku, z inicjatywy m.in. George’a T. Whitesidesa, dyrektora generalnego  firmy produkującej pojazdy kosmiczne Virgin Galactic, rozpoczęto obchody Nocy Jurija upamiętniające nie tylko 1. lot Jurija Gagarina, ale również 1. lot kosmicznego wahadłowca Columbia w 20 lat później w 1981 roku. Święto przyjęło się w wielu krajach, w tym w Polsce[1].
  - Z inicjatywy firmy Lockheed Martin, zajmującej się eksploatacją przestrzeni kosmicznej, 21 maja obchodzony jest Światowy Dzień Kosmosu[2]. Celem obchodów jest dotarcie do szerokiej liczby odbiorców oraz zachęcenie ich do poznawania i zgłębiania tajemnic kosmosu. Światowy Dzień Kosmosu, który zyskał poparcie NASA, stworzony został również aby upamiętnić wydarzenia związane z odkrywaniem przestrzeni kosmicznej[3].

- Polska – oprócz Nocy Jurija, obchodzony jest również dzień kosmonautyki, jako Międzynarodowy Dzień Lotnictwa i Kosmonautyki[4]. Właściwy Międzynarodowy Dzień Lotnictwa Cywilnego obchodzony jest 7 grudnia, ustanowiony przez Zgromadzenie Ogólne ONZ 6 grudnia 1996 roku (rezolucja 51/33)[5].

- Bułgaria – Dzień Lotnictwa i Kosmonautyki obchodzony jest również w Bułgarii[6].

- Państwa ONZ – 7 kwietnia 2011 roku Zgromadzenie Ogólne ONZ ustanowiło Międzynarodowy Dzień Załogowych Lotów Kosmicznych (A/RES/65/271)[7].

## Filatelistyka i numizmatyka

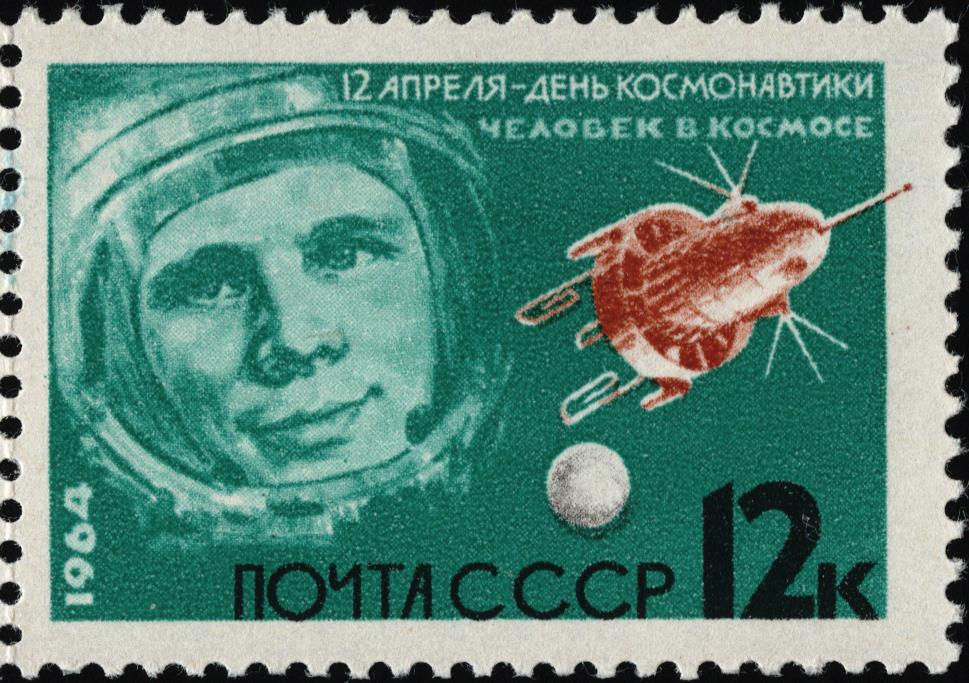
Radziecki znaczek pocztowy, Jurij Gagarin, 1964
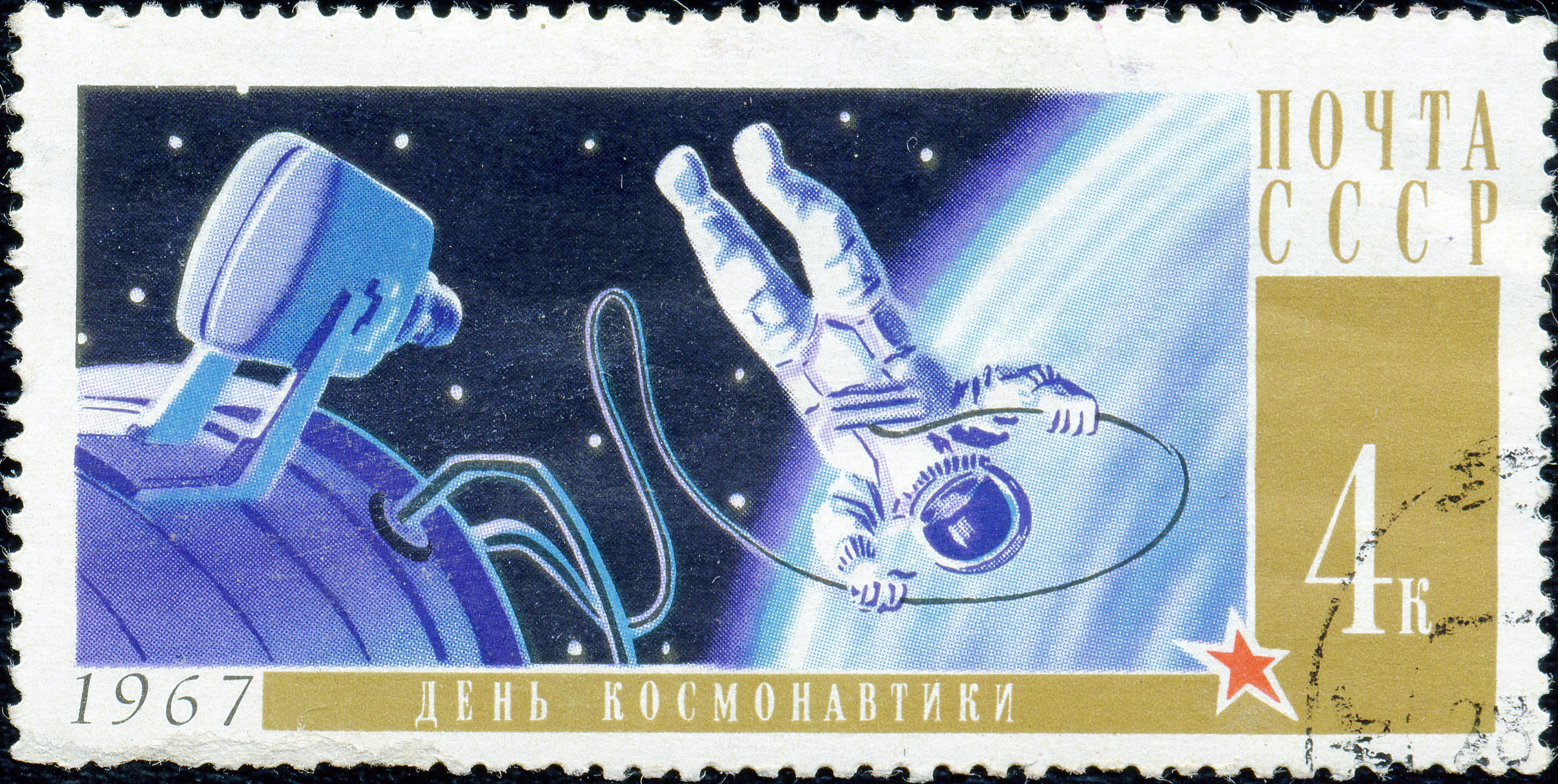
Radziecki znaczek pocztowy, Aleksiej Leonow, 1967
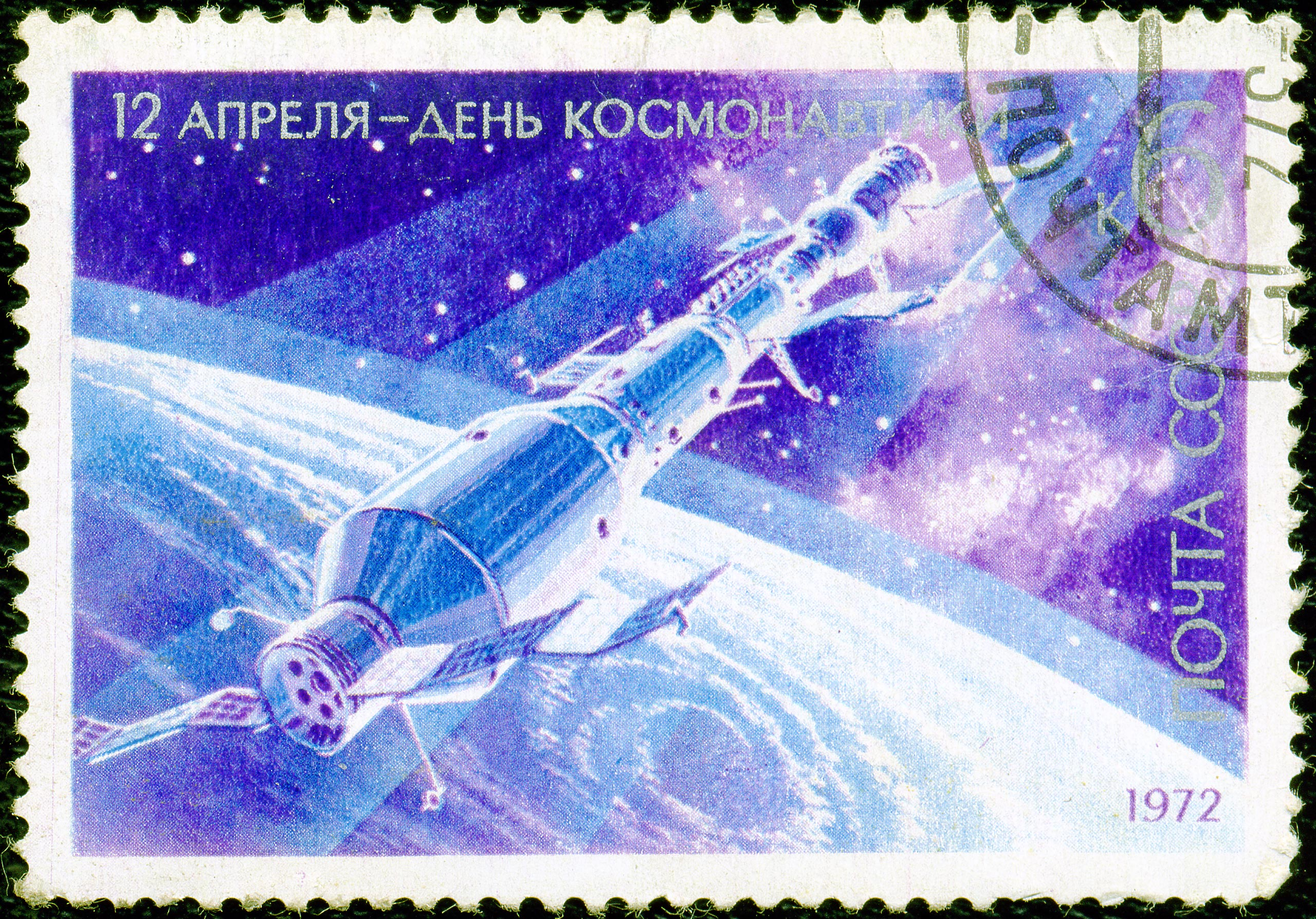
Radziecki znaczek pocztowy, 1972
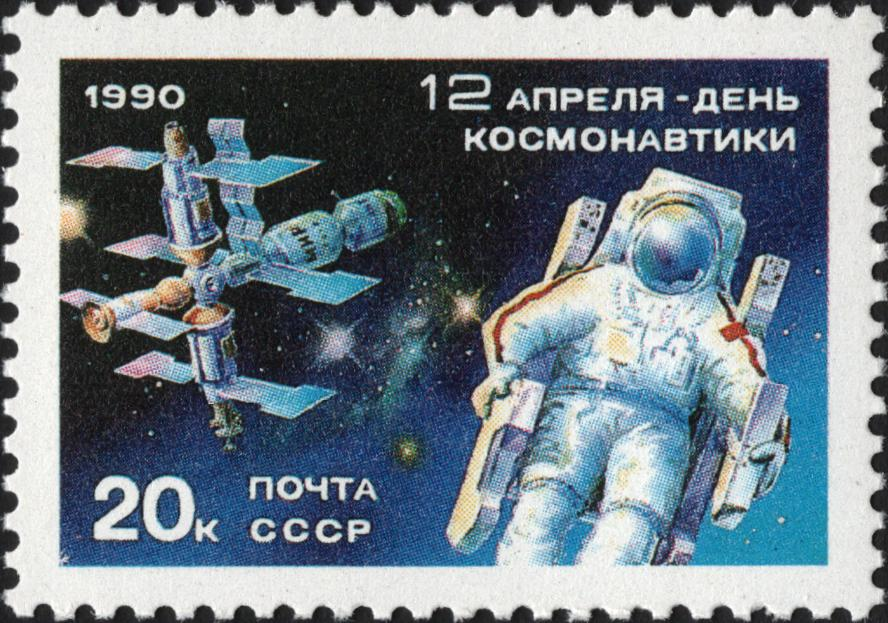
Radziecki znaczek pocztowy, "Mir", 1990
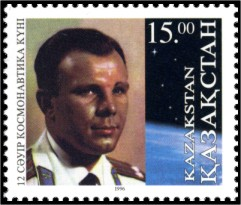
Kazachski znaczek pocztowy, 1996
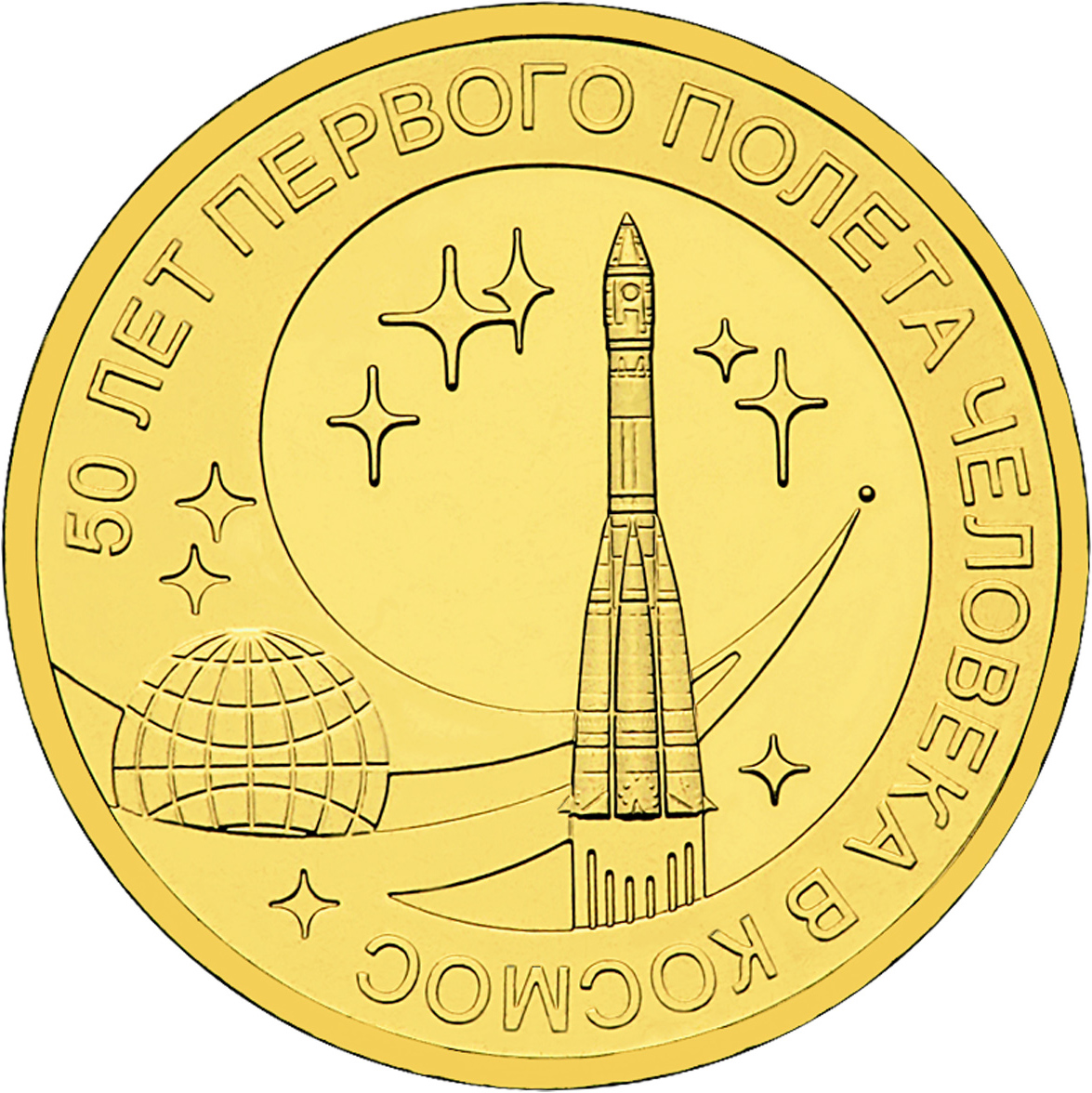
Moneta okolicznościowa "50 лет первого полёта человека в космос", Rosja, 2011